# Вальс на Мтацмінді
«Вальс на Мтацмінді» (груз. «ვალსი მთაწმინდაზე») — радянський комедійний короткометражний фільм з кіноальманаху «Любов, велика сила твоя», знятий на кіностудії «Грузія-фільм» в 1975 році.

## Сюжет
Дівчина з села вирішила поступити до театрального інституту. Закоханий в неї юнак, який не хоче їхати з села, слідом за нею здає документи у той же інститут. Він поступає, а вона ні. У фіналі обидва повертаються в село, так як він не хоче вчитися без неї.

## У ролях
- Хатуна Хобуа — Назо
- Вахтанг Панчулідзе — Коба
- Баадур Цуладзе — Пуплі Кутателі

## Знімальна група
- Режисери — Баадур Цуладзе
- Сценарист — Реваз Габріадзе
- Оператори — Ніколос Сухішвілі
- Композитори — Отар Горделі